# Кибервойна
Кибервойна (англ. cyberwarfare) — противоборство (война) и противостояние в кибернетическом пространстве (киберпространстве), в том числе компьютерное противостояние в Интернете, одна из разновидностей информационной войны.
Направлена прежде на дестабилизацию компьютерных систем и доступа к интернету государственных учреждений, финансовых и деловых центров и создание беспорядка и хаоса в жизни стран и государств, которые полагаются на интернет в повседневной жизни. Межгосударственные отношения и политическое противостояние часто находит продолжение в интернете в виде кибервойны и её составных частей: вандализме, пропаганде, кибершпионаже, непосредственных атаках на компьютерные системы и серверы, и так далее.

## История
Как писал эксперт по безопасности правительства США Ричард Кларк в своей книге «Кибервойна» (англ. CyberWarfare), вышедшей в мае 2010 года, «кибервойна — действия одного национального государства с проникновением в компьютеры или сети другого национального государства для достижения целей нанесения ущерба или разрушения». Британский журнал The Economist описывает киберпространство как «пятую область войны после земли, моря, воздуха и космоса».
Первые шаги в области военных действий в киберпространстве были предприняты в начале 2000-х годов. Были образованы:
- 2005 год: Агентство сетевой и информационной безопасности Европейского союза[3]
- 2010 год: Кибернетическое командование США[4].
- 2014 год: Войска информационных операций

## Характерные черты

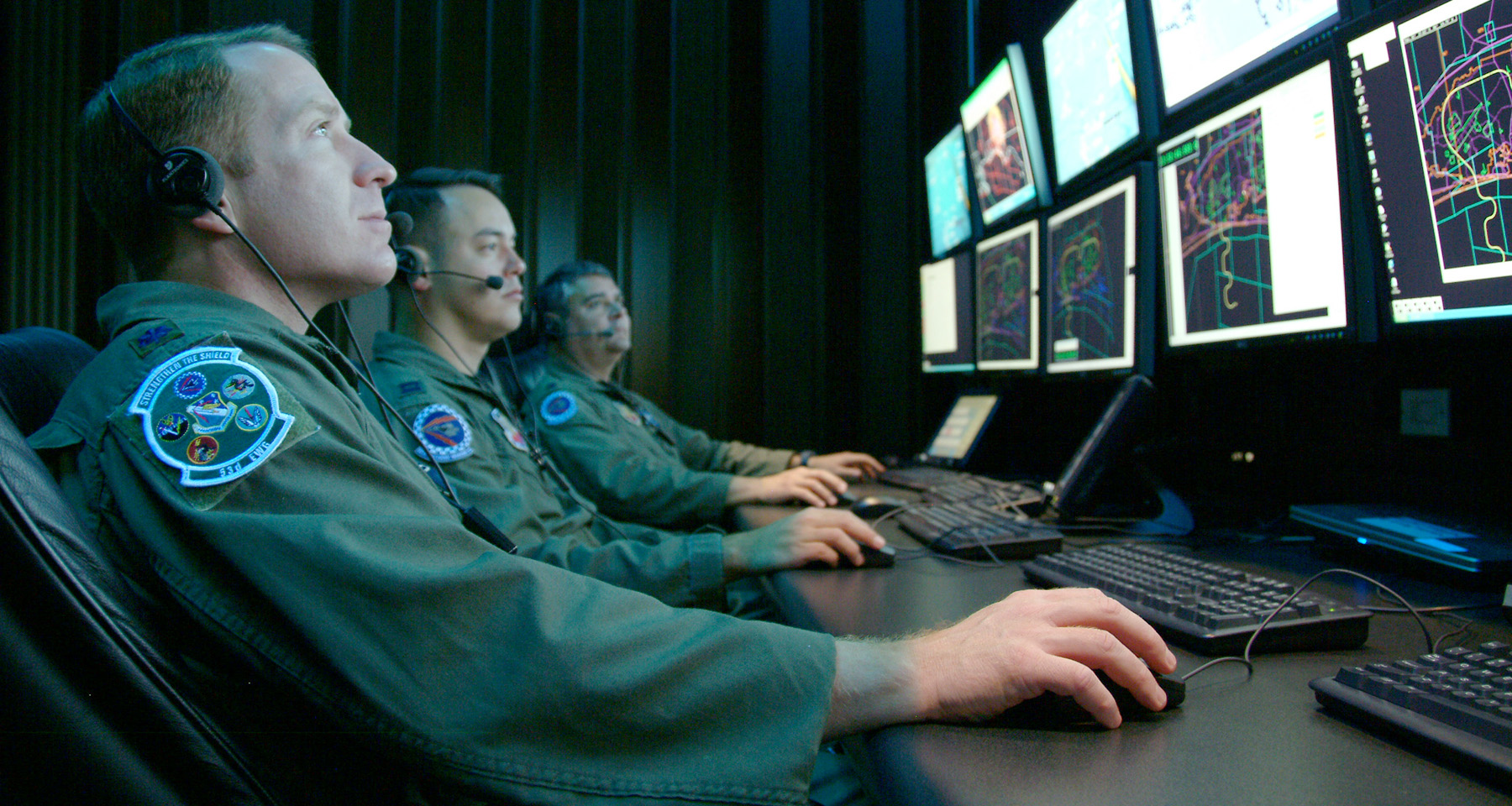
Команда «кибервоинов» ВВС США

С распространением компьютерных технологий много граждан, предприятий и государственных учреждений стало зависеть от сети Интернет в повседневной жизни. Использование интернета для атак компьютерных систем другого государства может нанести значительный ущерб его экономике и создать разлад в повседневной жизни страны. В отличие от кибератак прошлого, сейчас кибервойна представляет собой угрозу для национальной безопасности страны и воспринимается многими как серьёзная угроза безопасности государства.
Кроме того, разведывательные организации многих стран занимаются шпионажем в интернете: собирают информацию, взламывают компьютерные системы других государств, занимаются диверсионной деятельностью и экономическим шпионажем. В частности, Китай обвиняли в организации атак на сайты США, Германии, Индии. Китай, однако, отрицает причастность государственных учреждений в организации атак.
В связи с развитием новых технологий уровень кибервойны постоянно совершенствуется. Некоторые государства начинают уделять защите от кибервойны должное внимание — выделяют необходимые средства для организации систем защиты и поддерживают специальные подразделения, основной задачей которых является совершенствование интернет-безопасности страны и защиты от нападений.

## Виды
По целям и задачам военные действия в киберпространстве делятся на две категории: шпионаж и атаки.

### Шпионаж
Кибершпионаж или компьютерный шпионаж (употребляется также термин «киберразведка») — термин, обозначающий, как правило, несанкционированное получение информации с целью получения личного, экономического, политического или военного превосходства, осуществляемый с использованием обхода (взлома) систем компьютерной безопасности, с применением вредоносного программного обеспечения, включая «троянских коней» и шпионских программ. Кибершпионаж может осуществляться как дистанционно, с помощью Интернета, так и путём проникновения в компьютеры и компьютерные сети предприятий обычными шпионами («кротами»), а также хакерами. С недавних пор кибершпионаж включает также анализ спецслужбами поведения пользователей социальных сетей, таких как Facebook и Twitter с целью выявления экстремистской, террористической или антиправительственной деятельности.

### Атаки
Специалисты выделяют следующие виды атак в интернете:
- Вандализм — использование хакерами[прояснить] интернета для порчи интернет-страниц, замены содержания оскорбительными или пропагандистскими картинками.
- Пропаганда — рассылка обращений пропагандистского характера или вставка пропаганды в содержание других интернет-страниц.
- Сбор информации — взлом частных страниц или серверов для сбора секретной информации и/или её замены на фальшивую, полезную другому государству.
- Отказ сервиса — атаки с разных компьютеров для нарушения функционирования сайтов или компьютерных систем.
- Вмешательства в работу оборудования — атаки на компьютеры, которые занимаются контролем над работой гражданского или военного оборудования, что приводит к его отключению или поломке.
- Атаки на пункты инфраструктуры — атаки на компьютеры, обеспечивающие жизнедеятельность городов, их инфраструктуры, таких как телефонные системы, водоснабжения, электроэнергии, пожарной охраны, транспорта и т. д.
- Информационная война — противоборство, при котором публично оставляется неверная информация о людях, компаниях или государствах.
- Утечка данных — взлом личных аккаунтов, копирование и распространение данных с них.

## По странам

### Великобритания
По сообщению газеты Christian Science Monitor, в 2012 году сотрудники MI6 взломали сайт Аль-Каиды и заменили на нём инструкцию по изготовлению самодельной бомбы рецептом приготовления кексов.
12 ноября 2013 года ряд финансовых организаций в Лондоне провёл военные игры в киберпространстве, разработанные по аналогии с игрой Waking Shark 2 для отработки действий в случае массовой кибератаки против банков и других финансовых организаций. В 2013 году аналогичные «киберманёвры» были проведены на Уолл-стрит под названием Quantum Dawn 2.
В январе 2015 года Великобритания и США достигли договоренности о сотрудничестве в сфере кибербезопасности. Как сообщила BBC, в ходе встречи президента США Барака Обамы и британского премьер-министра Дэвида Кэмерона 16 января лидеры двух стран договорились о создании совместных подразделений по борьбе с киберпреступностью, а также о проведении в 2015 году учебных кибератак друг против друга.

### Германия
В 2013 году Германия объявила о наличии подразделения киберопераций численностью 60 человек. Помимо этого, разведывательная служба Германии БНД объявила о наборе 130 сотрудников для работы в Национальном центре кибербезопасности. В марте 2013 года глава БНД Герхард Шиндлер заявил, что его ведомство ежедневно регистрирует до пяти кибератак на компьютерные системы государственных органов, которые, предположительно, идут из Китая, и выразил обеспокоенность тем, что похищенная информация может быть использована для будущих диверсий против производителей оружия, телекоммуникационных компаний, правительства и военного ведомства. Вскоре после публикаций разоблачений бывшего сотрудника АНБ Эдварда Сноудена министр внутренних дел Германии Ханс-Петер Фридрих заявил, что БНД будет выделен дополнительный бюджет в размере 100 млн евро для расширения возможности слежения за киберпространством от 5 % до 20 % от общего объёма Интернет-трафика (максимальная сумма, разрешённая законодательством Германии).

### Израиль
По имеющимся оценкам, ведение операций в киберпространстве в армии Израиля возложено на входящее в структуру военной разведки подразделение 8200, которое по своим функциям является аналогом американского АНБ и насчитывает несколько тысяч человек личного состава. По данным The Telegraph 2012 года, в ближайшие пять лет израильские вооруженные силы намерены увеличить мощь своих кибервойск, на что выделяется около 500 млн долларов.
Согласно заявлению эксперта по вопросам кибервойны Израиля генерал-майора Исаака Бен Исраэля, готовность Израиля к военным действиям в киберпространстве, включая и оборону, и наступление, является одним из новых столпов в их плане.
9 декабря 2021 года в Иерусалиме состоялись учения «Коллективная сила» (англ. Collective Strength), представляющие из себя симуляцию крупной кибератаки, направленной на мировую финансовую систему. Министерство финансов Израиля назвало мероприятие «военной игрой», в которой приняли участие официальные лица США, Великобритании, ОАЭ, Австрии, Швейцарии, ФРГ, Италии, Нидерландов и Таиланда, а также представители МВФ, Всемирного банка и Банка международных расчётов.

### Иран
В июне 2010 года Иран стал жертвой кибератаки, когда в компьютерную сеть исследовательского ядерного центра в Натанзе был занесён компьютерный вирус Stuxnet. Stuxnet вывел из строя порядка 1000 ядерных центрифуг, в результате чего, согласно оценке газеты Business Insider, «атомная программа Тегерана была отброшена по крайней мере на два года назад». После этого компьютерный червь вышел за пределы компьютерной сети завода и вне её поразил, по некоторым данным, более 60 тысяч компьютеров, хотя правительство Ирана оценивает этот ущерб как незначительный. Хотя ни одно правительство не взяло на себя ответственность за внедрение вируса Stuxnet, по ряду оценок, это была совместная операция Соединенных Штатов и Израиля. Специалист по информационной безопасности Майкл Гросс в середине 2013 года назвал этот инцидент «первой известной кибервойной в истории».
В свою очередь ряд западных аналитиков обвинил иранское правительство в организации кибератак против США, Израиля и стран Персидского залива; иранское правительство отвергло эти обвинения, включая обвинения в участии во взломе американских банков в 2012 году.

### КНДР
По сообщению агентства Reuters, в структуру Разведывательного Управления Генштаба КНА входят подразделения, специализирующиеся на проведении киберопераций, одним из которых является подразделение 121, известное также как DarkSeoul Gang. Численность подразделения составляет порядка 1800 человек, многие из них являются выпускниками пхеньянского Университета автоматики. Персонал подразделения разбросан по всему миру, родственники сотрудников подразделения в стране пользуются определёнными привилегиями.
Деятельность Подразделения 121 оказалась в центре внимания общественности в декабре 2014 года, когда компания Sony Pictures отменила премьеру своего фильма «Интервью», в котором показана попытка покушения на лидера Северной Кореи Ким Чен Ына, после того, как компьютерная сеть компании была взломана. Спецслужбы США обвинили Подразделение 121 в проведении этой кибератаки, власти КНДР официально опровергли эти обвинения.
После атаки на Sony Pictures власти США ввели санкции против КНДР, а министерство обороны Республики Корея выступило с заявлением, что КНДР вдвое увеличила численность своих «кибервойск», доведя их численность до 6 тысяч человек.
В январе 2015 года независимыми экспертами по инфобезопасности было обнаружено, что веб-сайт новостного агентства ЦТАК содержит исполняемый вредоносный код, замаскированный под обновление для Flash, который находится на сайте как минимум с декабря 2012 года. При этом работа веб-сайта настроена таким образом, что скачивание «FlashPlayer10.zip» может быть инициировано администрацией портала по собственному желанию (например, для пользователей определенных браузеров тех или иных версий).
Также северокорейских хакеров подозревают в атаке на Национальную службу здравоохранения и некоторые другие организации Соединённого Королевства в 2017 году.

### КНР
Многие источники указывают, что Китай имеет технические возможности начать «холодную кибервойну». В структуре НОАК имеется специальное подразделение 61398 численностью около 2 тысяч человек, предназначенное для проведения хакерских атак на компьютерные сети противника. Кроме специальных подразделений НОАК, китайское руководство использует для проведения кибершпионажа и кибератак также группы хакеров, крупнейшей из которых является так называемый «Альянс красных хакеров» (англ. Red Hacker Alliance), численность которого оценивается примерно в 80 тысяч человек. По оценкам российских экспертов в сфере информационной безопасности В. С. Овчинского и Е. С. Лариной, «Альянс красных хакеров» является неформальной, но управляемой властями КНР сетью, включающей хакеров не только из самого Китая, но и из китайской диаспоры во всём мире, тесно взаимодействующей с Третьим и Четвёртым управлениями Генерального штаба НОАК.
Документы, ставшие доступными широкой общественности после утечки дипломатических источников США 2010 года, содержат опасения американских специалистов, что Китай использует доступ к исходному коду программных продуктов компании Microsoft и организует «утечку мозгов из частного сектора» в целях повышения военного потенциала страны.
Джейсон Фриц в статье 2008 года утверждает, что китайское правительство с 1995 по 2008 годы было замешано в ряде громких скандалов, связанных со шпионажем и использованием в целях шпионажа «децентрализованной сети студентов, бизнесменов, учёных, дипломатов и инженеров из китайской диаспоры». Перебежчик из китайских спецслужб, сдавшийся властям Бельгии, сообщил, что промышленный шпионаж в странах Европы ведут сотни агентов КНР, а бывший китайский дипломат Чэнь Юнлинь сказал, что в Австралии китайских агентов порядка тысячи. В 2007 году высокопоставленный российский чиновник был приговорен к 11 годам заключения за передачу Китаю информации о ракетно-космической технике. Шпионаж Китая в США преследует такие цели, как «программы аэрокосмической промышленности, дизайн спейс-шаттла, данные C4ISR, высокопроизводительные компьютеры, конструкции ядерного оружия и крылатых ракет, полупроводниковые приборы и интегральные схемы, а также детали продажи США оружия Тайваню».
Китайское правительство отрицает свою причастность к кибершпионажу и акциям кибервойн, заявляя, что Китай является не агрессором, а скорее жертвой растущего числа кибератак; в то же время эксперты по компьютерной безопасности возлагают на Китай ответственность за ряд кибератак на ряд государственных учреждений и предприятий в Соединенных Штатах, Индии, России, Канаде и Франции.
По оценке Д. Фрица, Китай расширил возможности ведения кибервойн путём приобретения иностранной военной техники, включая «системы космического мониторинга и сбора разведданых, противоспутниковое оружие, антирадары, инфракрасные приманки и генераторы ложных целей», а также наращивает информатизацию своих вооружённых сил путём подготовки «бойцов кибервойск», совершенствования военных информационных сетей, создание виртуальных лабораторий, электронных библиотек и электронных комплексов. Благодаря этому руководство КНР рассчитывает подготовить силы для участия в различного рода военных действий, включая кибервойны.
После обнаружения случаев кибершпионажа со стороны КНР против США сотрудник Института коммунитарных политических исследований Амитай Этциони предложил Китаю и США выработать политику взаимного гарантированного сдерживания в киберпространстве. Такая политика позволяла бы обоим государствам принимать меры, которые они сочтут необходимыми для самозащиты, одновременно соглашаясь воздерживаться от наступательных действий (кибератак) или организации кибершпионажа друг против друга, что должно быть обеспечено механизмом соответствующих проверок.
В новой военной доктрине Китая упоминаются хакерские подразделения и кибероперации. Это первое официальное признание властями факта существования таких отрядов. Упомянуто три типа подразделений:
1. Специализированные военные силы для сетевой борьбы: призваны вести оборонительные и наступательные операции.
2. Группы специалистов из гражданских организаций, уполномоченные военным руководством вести сетевые операции. Среди «гражданских организаций» — Министерство государственной безопасности и Министерство общественной безопасности.
3. «Внешние субъекты», которые могут быть организованы и мобилизованы для сетевых операций.

### Нидерланды
В Нидерландах мероприятия в сфере киберобороны на общенациональном уровне координируются Национальным центром компьютерной безопасности (NCSC). Министерство обороны Нидерландов изложило свою стратегию кибервойн в 2011 году, основной акцент в ней делается на киберзащиту, возложенную на Joint IT branch (JIVC). Помимо этого, министерство обороны создаёт подразделение для ведения наступательных киберопераций — Defensie Cyber Command (DCC), которое должно начать функционировать в конце 2014 года.

### Россия
По оценкам отечественных[чьих?] аналитиков, по уровню развития кибервойск Россия может входить в топ-5 государств мира после США, Китая, Великобритании и Южной Кореи.
Войска информационных операций — формирование Вооружённых сил Российской Федерации (ВС России), находящееся в подчинении Минобороны России. Созданы указом Президента России в феврале 2014 года. Основными задачами являются управление и защита военных компьютерных сетей России, защита российских военных систем управления и связи от кибертерроризма вероятного противника.
Кибернетическое командование Генштаба ВС РФ. Создано 14 января 2014 года приказом министра обороны России С. К. Шойгу.

### США
Первым специальным подразделением Вооружённых сил США, предназначенным для операций в киберпространстве, стало экспериментальное оперативное командование по отражению кибернетических угроз, созданное на базе 688-го крыла радиоэлектронной разведки ВВС в 2007 году. 23 июня 2009 года министр обороны США Роберт Гейтс приказал командующему Стратегического командования К. Чилтону создать Кибернетическое командование — USCYBERCOM. Киберкомандование США начало функционировать 21 мая 2010 года и достигло полной оперативной готовности 31 октября 2010 года. Командующий Киберкомандованием США по должности является также директором Агентства национальной безопасности. Первым командующим USCYBERCOM был генерал Кит Александер, со 2 апреля 2014 году эту должность занимает адмирал Майкл Роджерс.
Киберкомандование США объединило под своим началом несколько ранее существовавших организаций, в частности, Соединение глобальных сетевых операций (JTF-GNO) и Объединённое командование сетевой войны(JFCC-NW). Агентство военных информационных систем — подразделение JTF-GNO — было переведено в штаб-квартиру Киберкомандования в Форт-Миде.
Военно-кибернетические операции США являются частью национальной стратегии безопасности киберпространства. Новая военная стратегия США явно указывает, что кибератака на США является Casus belli в той же мере, как и акт обычной войны.
По имеющимся открытым сведениям, начиная с 2006 г. спецслужбы США предпринимали действия в киберпространстве с целью воспрепятствования ядерной программе Ирана (см. Операция «Олимпийские игры» и Stuxnet).
Во время войны в Афганистане американские войска использовали кибератаки для получения тактического преимущества.
По сообщению New York Times, 23 апреля 2015 года Пентагон выпустил новую стратегию ведения войны в киберпространстве. В этом документе впервые детально рассматриваются обстоятельства, при которых США может использовать кибероружие против атакующих, а также называются страны, представляющие угрозу для национальной безопасности США — Россия, Китай, Иран и Северная Корея.
При встрече президентов США и России в Женеве 16 июня 2021 Джо Байден передал Владимиру Путину список секторов американской экономики, кибератаки на которые власти США считают неприемлемыми, в него вошли 16 отраслей.
22 июня 2021 года пресс-секретарь Белого дома Джен Псаки объявила, что Вашингтон без предупреждения будет проводить «ответные» кибератаки на Россию, если таковые будут обнаружены. Более того, американская сторона не анонсировала перечень российских объектов, которые могут быть затронуты в случае нанесения ущерба американским интересам.
9 июля 2021 Президент США Джо Байден вновь заявил, что Россия ответит за кибератаки, которым подвергается Вашингтон.
Журналисты напомнили американскому лидеру, что несколькими неделями ранее он пригрозил Москве последствиями за хакерские атаки на инфраструктуру США – несмотря на то, что Вашингтон не располагает никакими доказательствами причастности России. Байдена спросили, в силе ли это обещание. Он ответил утвердительно.
При этом в пятницу Байден провел телефонный разговор с Владимиром Путиным, во время которого лидеры продолжили диалог по борьбе с киберпреступностью. Как указал российский президент, несмотря на готовность Москвы к сотрудничеству в этой области, за месяц от Вашингтона не поступало никаких обращений.

### Украина
Великобритания давно сотрудничает с Украиной в сфере кибербезопасности.   После начала российского военного вторжения началось прямое предоставление помощи. Британское правительство предоставило Украине компьютерную технику и программное обеспечение для защиты от различных видов кибератак, обеспечив безопасность объектов инфраструктуры и государственных учреждений. Помимо этого, британская поддержка предусматривает предоставление украинским аналитикам разведданных, помогающих вычислить, откуда исходит угроза, в чем она заключается и против каких целей направлена.
Хотя Россия всегда отрицала факт таких кибератак, по словам экспертов, они были беспрецедентными, начались еще до российского вторжения, шли волнами и заметно активизировались во второй половине 2021 года, во время подготовки к нападению на Украину. Тот факт, что российским кибервзломщикам так и не удалось нанести Украине серьезный ущерб, эксперты объясняют организованной работой украинских специалистов, которым помогали сотрудники зарубежных компаний и правительственных организаций, и в первую очередь — Великобритания, имеющая обширный опыт борьбы с международной киберпреступностью.
Директор Национального центра кибербезопасности Британии Линди Кэмерон заявила:
Мы гордимся тем, что принимаем участие в обеспечении кибербезопасности Украины. В киберпространстве российская агрессия встретила оборону не менее внушительную, чем на реальном поле боя.

### Южная Корея
В марте 2013 года были взломаны компьютерные сети ряда крупных банков Южной Кореи — Shinhan Bank, Woori Bank и Nonghyup Bank, а также многих телерадиокомпаний — KBS, YTN и MBC, в общей сложности было затронуто более 30 тысяч компьютеров; это была наиболее мощная кибератака в истории Южной Кореи. Организатор этой атаки не был выявлен, но многие эксперты высказали предположение, что за атакой стоит Северная Корея, поскольку руководство КНДР неоднократно выступало с угрозами в адрес Южной Кореи в ответ на санкции, предпринятые в связи с ядерными испытаниями КНДР, а также ежегодные совместные военные учения Южной Кореи и США.
Министерство обороны Республики Корея заявило, что Южная Корея намерена усовершенствовать стратегию киберобороны страны и укрепить соответствующее подразделение — Cyber Warfare Command, чтобы успешно противостоять возможным новым кибератакам. По экспертным оценкам, Южная Корея располагает квалифицированным персоналом в количестве всего лишь 400 человек, в то время как Северная Корея имеет более чем 3 тысячи высококвалифицированных хакеров. Южная Корея предполагает вести консультации с США по выработке мероприятий в сфере киберзащиты, а также ускоренного внедрения новых баллистических ракет и разработке системы противоракетной обороны, известной как Korean Air and Missile Defense.